# Le Bourg-d'Iré
Le Bourg-d'Iré är en kommun i departementet Maine-et-Loire i regionen Pays de la Loire i nordvästra Frankrike. Kommunen ligger i kantonen Segré som tillhör arrondissementet Segré. År 2018 hade Le Bourg-d'Iré 816 invånare.

## Befolkningsutveckling
Antalet invånare i kommunen Le Bourg-d'Iré
| Referens: INSEE |